# 賈格迪普·丹卡爾
賈格迪普·丹卡爾（印地語：जगदीप धनखड़，1951年5月18日—）印度政治人物、律师。曾任印度共和国副总统。此前曾在2019年至2022年担任西孟加拉邦邦长。1990年至1991年曾在钱德拉-谢卡尔部担任印度议会事务部部长。他曾于1989年至1991年担任人民院议员，后于1993年至1998年担任拉贾斯坦邦立法议会议员。他还加入了印度多个政党，包括印度人民党、印度国民大会党和贾纳塔达尔党。